# オー・チン・チン
「オー・チン・チン」は、1969年6月に発売されたハニー・ナイツの楽曲。里吉しげみ作詞、小林亜星作曲。フール・サンズ演奏。
シングルレコードの品番は日本コロムビア盤がCD-28、アストロミュージック盤がNHR-23（A面）とNHR-24（B面）。ジャケットのイラストは両盤とも共通で、里吉の妻の水森亜土が担当した。
元々、劇団未来劇場の1968年6月公演「愛すること」のために書かれた楽曲だった。
少年時代への憧憬がテーマだが、男児の陰茎を扱った歌詞が問題視され、日本民間放送連盟による要注意歌謡曲指定制度にて「3番と（オリジナルの）4番は放送しない」という扱いとされるなど、ナンセンス・ソング扱いされることが多い。アストロミュージック盤のみに存在する4番は白石冬美が歌唱した。
6週連続オリコンチャート20位以内を記録し、最高位は15位であった。1969年9月時点で35万枚のヒットを記録している。

## 補足
シングルレコードのジャケットには「オー・チン・チン」と表記されているが、JASRACに登録された正題は「オーチンチン」である。
B面曲の「雑木林に月が出る」については、2番が省略されており歌詞カードに記載されるのみとなっている（「（コレハ歌ッテマセンヨ）」という注釈付き。日本コロムビア盤・アストロミュージック盤共に）。
『人志松本の○○な話』のコーナー『今週のチンさむロード』のBGMに使用された。

## カバー
- 木村好夫とザ・ビィアーズ（1969年、インストゥルメンタル。LP『ヒット・ヒット・ヒット 愛して愛して』（日本コロムビア CD-4001）収録）
- シンガーズ・スリー（1969年、LP『全国歌謡スキャット・ベスト20曲』（日本コロムビア CD-5015）収録）
- 益田喜頓、桂三枝、野沢那智、フランキー堺（1970年、LP＋EP『パラコンペ!』（カンガルーレコード KLEP-8001）収録）
- 岩田光央（1998年、シングル。ジャケットには「オー・チンチン」と表記されている）